# تپه ایشان الدووه
تپه ایشان الدووه مربوط به دوره عیلامیان - دوره ساسانیان است و در شهرستان شوشتر، روستای دیلم جدید واقع شده و این اثر در تاریخ ۵ آذر ۱۳۸۰ با شمارهٔ ثبت ۴۳۸۲ به‌عنوان یکی از آثار ملی ایران به ثبت رسیده است.